# Mirosternus irregularis
Mirosternus irregularis är en skalbaggsart som beskrevs av Perkins 1910. Mirosternus irregularis ingår i släktet Mirosternus och familjen trägnagare. Inga underarter finns listade i Catalogue of Life.